# 布赖恩·查尔斯沃思
布赖恩·查尔斯沃思（1945年4月29日—）是一位英国进化生物学家，毕业于剑桥大学王后学院，现为爱丁堡大学教授，2000年获英国皇家学会颁发的達爾文獎章，2010年获倫敦林奈學會颁发的达尔文-华莱士奖章，2015年获美国遗传学学会颁发的托马斯·亨特·摩尔根奖章，1991年当选英国皇家学会会士，2000年当选爱丁堡皇家学会会员，1997年起为《生物學報》（Biology Letters）總編輯，主要作品有入选牛津通识读本的《进化》（Evolution，与其妻子德博拉·查尔斯沃思合著）等。